# Макфарленд, Пэки
Пэки МакФарленд (англ. Packey McFarland; 1888—1936) — один из ведущих претендентов на звание чемпиона мира по боксу в лёгком весе в 1908—1912 годах, однако шанса оспорить титул так и не получил. Его послужной список включает в себя победы (некоторые — без официального решения, согласно мнению журналистов, присутствовавших на бое) над чемпионами мира Фредди Уэлшем и Джеком Бриттоном, а также другими выдающимися боксёрами того времени — Джимми Бриттом, Оуэном Мораном, Майком Гиббонсом, Мэттом Уэллсом. Проведя на ринге порядка ста боёв, Пэки потерпел поражение лишь один раз — в первый год своей карьеры, когда он был дисквалифицирован в бою против Дасти Миллера. После этого он не проиграл ни разу, ни официальным решением, ни «решением газет» (англ. newspaper decision).
В 1933 году Пэки был назначен главой Атлетической Комиссии штата Иллинойс.
Умер от острой ревматической лихорадки.
Пэки МакФарленд был принят в Международный зал боксёрской славы в 1992 году.